# تيم حسن

غلاف مسلسل الهيبة 2، ويظهر فيه تيم حسن

تيم حسن (17 فبراير 1976 -)، ممثل سوري، بدايته الفنية عام 2000. ظهر نجاحه في مسلسل صلاح الدين الأيوبي سنة 2001  و مسلسل ربيع قرطبة  سنة 2003 و مسلسل ملوك الطوائف سنة 2005 و مسلسل التغريبة الفلسطينية . ثم مسلسل الملك فاروق  عام 2007.  واشترك من بعده بعدد كبير من أعمال الدراما وكون شهرة على مستوى الوطن العربي. كوّن تيم حسن ثنائية متميزة مع المخرج حاتم علي حيث أن أهم أعماله سواء التاريخية أو الاجتماعية كانت من إخراجه. 

## عن حياته
انتقلت عائلته إلى مدينة دمشق عام 1980 عندما كان في الرابعة من عمره، وبعد إنهاءه الدراسة الأولية درس القانون لمدة عامين في لبنان عبر المراسلة، وتقدم للالتحاق في «المعهد العالي للفنون المسرحية» قسم التمثيل، فرفض طلبهِ في المرة الأولى، ثم تقدم مرة أخرى فقبل بالمعهد، وكان حينها الفنان جمال سليمان رئيسًا للجنة القبول وتخرج في عام 2001، وكان مشروع تخرجه مسرحية تحت عنوان «كلاسيك» وهي من إخراج جهاد سعد، وكان أول أدواره في عالم التلفاز هو في مسلسل الأطفال الشهير كان ياما كان ثم وقع اختيار المخرج حاتم علي عليه ليمثل دور الجرو بمسلسل «الزير سالم» وتدرج بالأدوار حتى وصل إلى أدوار البطولة التي منحها لهُ المخرج حاتم علي في مسلسل ربيع قرطبة عام 2003 الذي حقق فيهِ النجاح ليواصل مشوارهِ الفني ويبدأ مرحلة البطولة ومشوار النجومية حيث سطع نجمه وازدادت شهرته في الوطن العربي وكان بوابة عبوره إلى مصر حيث رشحهُ أيضاً المخرج حاتم علي لبطولة أول أعمالهِ على التلفاز في مصر وقد جسد شخصية الملك فاروق بمسلسل عام 2007.

### حياته الزوجية
تزوج من الممثلة ديما بياعة في عام 2002 وأنجبا ولدين هما ورد وفهد، ولكنه في شهر فبراير 2012 أعلن طلاقه منها، وفي 9 مايو 2017 أعلن عن زواجه من المذيعة المصرية وفاء الكيلاني.

## أعماله

### من أعمال السينما
| سنة الإنتاج | الفيلم    | نوعه         | الشخصية         |
| ----------- | --------- | ------------ | --------------- |
| 2009        | ميكانو    | رومانسي      | خالد الشهاوي    |
| 2015        | خطة بديلة | تشويق وإثارة | طارق عبد الرحمن |
| 2022        | الهيبة    | تشويق وإثارة | جبل             |

### من أعمال التلفزيون
| السنة | اسم المسلسل                             | نوعه                | الشخصية                                         |
| ----- | --------------------------------------- | ------------------- | ----------------------------------------------- |
| 2000  | كان ياما كان - الجزء الرابع             | فانتازي             | شخصيات متعددة                                   |
| 2000  | الزير سالم                              | تاريخي              | الجرو بن كليب                                   |
| 2001  | صلاح الدين الأيوبي                      | تاريخي              | العاضد لدين الله                                |
| 2002  | صقر قريش                                | تاريخي              | الوليد بن يزيد                                  |
| 2002  | أبو الطيب المتنبي                       | تاريخي              | أبو فراس الحمداني                               |
| 2002  | ردم الأساطير                            | اجتماعي             | بشير                                            |
| 2003  | ربيع قرطبة                              | تاريخي              | المنصور بن أبي عامر                             |
| 2004  | التغريبة الفلسطينية                     | تاريخي - اجتماعي    | علي                                             |
| 2005  | ملوك الطوائف                            | تاريخي              | المعتمد بن عباد                                 |
| 2005  | نزار قباني                              | سيرة ذاتية          | نزار قباني في مرحلة الشباب                      |
| 2006  | على طول الايام                          | اجتماعي             | نبيل                                            |
| 2006  | الإنتظار                                | اجتماعي             | عبود                                            |
| 2007  | الملك فاروق                             | سيرة ذاتية          | الملك فاروق                                     |
| 2008  | صراع على الرمال                         | بدوي                | فهد                                             |
| 2009  | زمن العار                               | اجتماعي             | جميل                                            |
| 2010  | أسعد الوراق                             | اجتماعي             | أسعد                                            |
| 2011  | عابد كرمان                              | سياسي               | عابد كرمان                                      |
| 2013  | الصقر شاهين                             | رومانسي             | شاهين                                           |
| 2014  | الإخوة                                  | اجتماعي             | نور                                             |
| 2015  | تشيللو                                  | رومانسي             | تيمور تاج الدين                                 |
| 2015  | الوسواس                                 | اجتماعي             | همام                                            |
| 2016  | نص يوم                                  | بوليسي              | ميار                                            |
| 2017  | الهيبة                                  | أكشن                | جبل                                             |
| 2017  | عائلة الحاج نعمان الجزء الثاني عام 2018 | اجتماعي             | الجزء الأول: خالد نعمان الثاني: كمال خالد نعمان |
| 2018  | الهيبة العودة                           | أكشن                | جبل                                             |
| 2019  | الهيبة الحصاد                           | أكشن                | جبل                                             |
| 2020  | العميد                                  | دراما، جريمة، تشويق | مراد                                            |
| 2020  | الهيبة الرد                             | أكشن                | جبل                                             |
| 2021  | أنا                                     | رومانسي             | كرم                                             |
| 2021  | الهيبة جبل                              | أكشن                | جبل                                             |
| 2023  | الزند: ذئب العاصي                       | أكشن                | عاصي الزند                                      |
| 2024  | تاج                                     | دراما               | تاج الدين الجمال                                |
| 2025  | تحت سابع أرض                            | تشويق وإثارة        | موسى الناجي                                     |

## الجوائز
- 2007:  مصر - جائزة الإبداع الذهبية في مهرجان القاهرة للإعلام في دورته 13 عن دوره في مسلسل الملك فاروق.
- 2008:  لبنان - جائزة أفضل ممثل عربي لعام 2007 في حفل «مهرجان الموريكس دور» عن دوره في مسلسل الملك فاروق.[5]
- 2016:  لبنان جائزة أفضل ممثل عربي لعام 2015 في حفل «مهرجان الموريكس دور» عن دوره في مسلسل تشيللو.[6]
- 2017:  لبنان - جائزة أفضل ممثل عربي لعام 2016 في حفل «مهرجان الموريكس دور» عن دوره في مسلسل نص يوم.[7]
- 2018:  لبنان - جائزة أفضل ممثل عربي لعام 2017 في حفل «مهرجان الموريكس دور» عن دوره في مسلسل الهيبة.[8]
- 2022:  لبنان - جائزة أفضل ممثل عربي لعام 2021 في حفل «مهرجان الموريكس دور» عن دوره في مسلسل الهيبة جبل.[9]

## روابط خارجية
- تيم حسن على موقع IMDb (الإنجليزية)
- تيم حسن على موقع قاعدة بيانات الأفلام العربية
- تيم حسن على موقع قاعدة بيانات الفيلم (الإنجليزية)